# Sander Boschker
Sander Boschker (født 20. oktober 1970 i Lichtenvoorde, Holland) er en tidligere hollandsk fodboldspiller, der spillede som målmand senest hos FC Twente. Han har, kun afbrudt af en enkelt sæson hos Ajax Amsterdam, spillet for Twente hele sin seniorkarriere, startende helt tilbage i 1989.
Boschker blev i 2004 hollandsk mester med Ajax, og vandt i 2010 samme titel med Twente. I 2001 var han desuden med til at vinde den hollandske pokalturnering.

## Landshold
Boschker har  optrådt én gang for Hollands landshold. Ikke desto mindre var han med i landets trup til VM i 2010 i Sydafrika.

## Titler
Æresdivisionen
- 2004 med Ajax Amsterdam
- 2010 med FC Twente

KNVB Cup
- 2001 med FC Twente